# Oleksandr Jantschuk

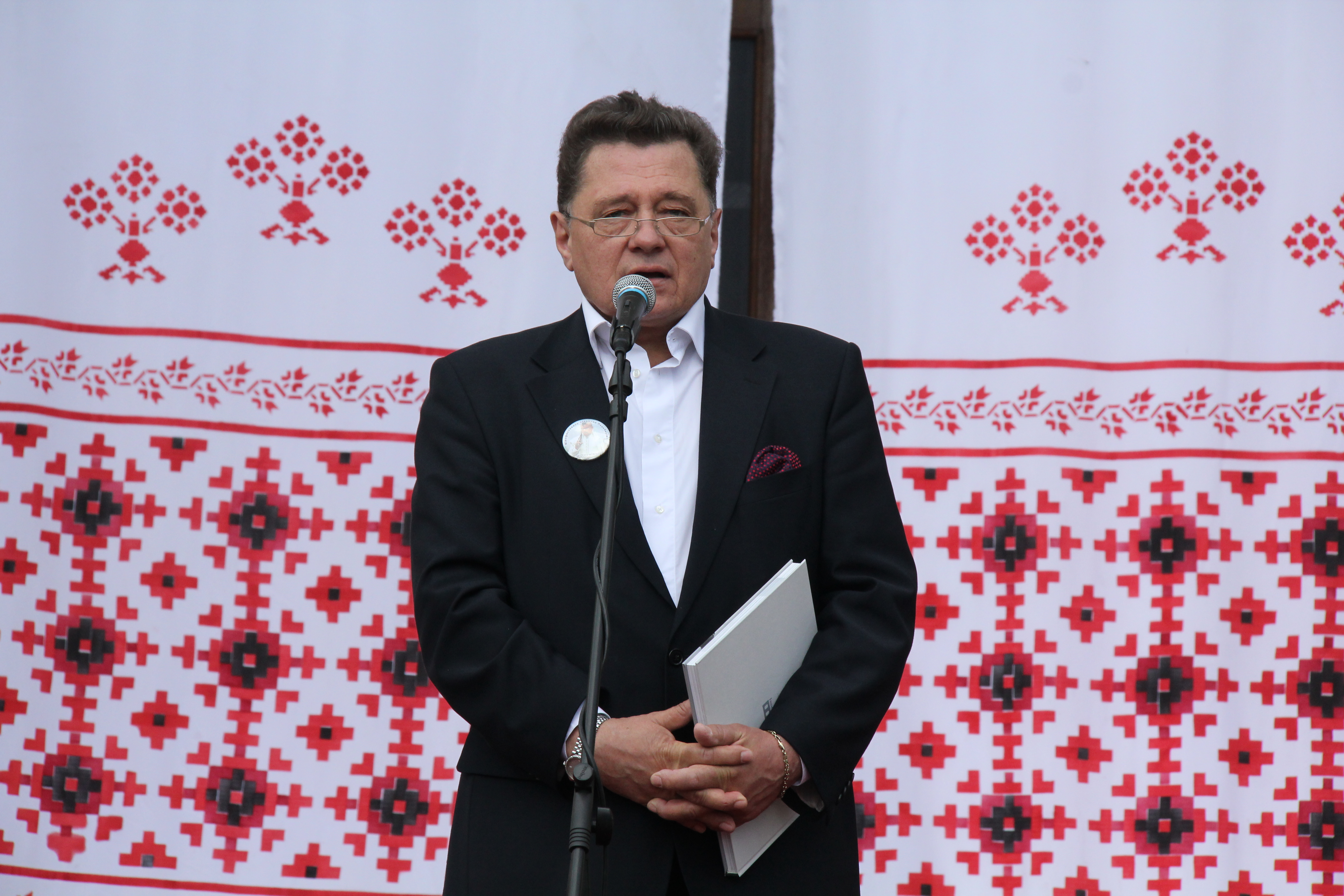
Oleksandr Jantschuk bei den Feierlichkeiten zum 75. Geburtstag von Iwan Mykolajtschuk 2016

Oleksandr Spyrydonowytsch Jantschuk (ukrainisch Олександр Спиридонович Янчук, russisch Александр Спиридонович Янчук Alexander Spiridonowitsch Jantschuk, besser bekannt als Oles Jantschuk (Олесь Янчук); * 29. September 1956 in Fastiw, Oblast Kiew, Ukrainische SSR) ist ein ukrainischer Filmregisseur, Produzent und Drehbuchautor.

## Leben
Jantschuk ging in Fastiw zur Schule und studierte ab 1976 an der Fakultät für Journalismus der Nationalen Taras-Schewtschenko-Universität Kiew. Seit 1979 studierte er an der Filmabteilung des Kiewer Theaterinstituts Karpenko-Karyj, das er 1984 absolvierte. Von 1984 bis 1989 arbeitete er als Regieassistent im Kiewer Filmstudio Oleksandr Dowschenko (Кіностудія імені Олександра Довженка).
Oleksandr Jantschuk war 1991 Regisseur des Films „Holod-33“ über den Holodomor von 1932/33, für den Leonid Tanjuk das Drehbuch schrieb. 2008 führte er zur Filmbiografie Wladyka Andrei über den Erzbischof von Lemberg und Metropolit der Ukrainischen Griechisch-Katholischen Kirche Andrej Scheptyzkyj  Regie. Seit dem 1. April 2014 ist Jantschuk Direktor des Filmstudios Oleksandr Dowschenko in Kiew. Am 28. August 2017 wurde 
Jantschuk zum Vorsitzenden der Nationalen Vereinigung der Kinematographen der Ukraine (НСКУ) gewählt.

## Ehrungen
Jantschuk erhielt zahlreiche Ehrungen und Orden. Darunter:
- Goldmedaille der Akademie der Künste der Ukraine[1]
- 1998 Verdienter Künstler der Ukraine[2]
- 2008 Volkskünstler der Ukraine[2]

## Filmografie
Direktor
- Таємний щоденник Симона Петлюри Tajemnyj schotschodennyk Symona Petljury (2018)
- The Secret Diary of Symon Petliura (2018)
- Владика Андрей Wladyka Andrej (2008)
- Залізна сотня Salisna sotnja (2004)
- Нескорений Neskorenyj (2001)
- Атентат — Осіннє вбивство в Мюнхені Atentat — Ossinnje wbywstwo w Mjuncheni (1995)
- Голод-33 Holod-33 (1991)
- В далеку путь W daleku put (1989)

Produzent
- Таємний щоденник Симона Петлюри Tajemnyj schotschodennyk Symona Petljury (2018)
- The Secret Diary of Symon Petliura (2018)
- Казка про гроші Kaska pro hroschi (2017)
- Владика Андрей Wladyka Andrej (2008)
- Залізна сотня Salisna sotnja (2004)
- Нескорений Neskorenyj (2001)
- Атентат — Осіннє вбивство в Мюнхені Atentat — Ossinnje wbywstwo w Mjuncheni (1995)

Drehbuchautor
- Таємний щоденник Симона Петлюри Tajemnyj schotschodennyk Symona Petljury (2018)
- The Secret Diary of Symon Petliura (2018)
- Владика Андрей Wladyka Andrej (2008)
- Залізна сотня Salisna sotnja (2004)

Schauspieler
- Владика Андрей Wladyka Andrej (2008)
- Залізна сотня Salisna sotnja (2004)[4]